# ويليام بارنز (عالم حشرات)
ويليام بارنز (بالإنجليزية: William Barnes)‏ هو عالم حشرات وعالم بقشريات الأجنحة وجراح أمريكي، ولد في 3 سبتمبر 1860 في ديكادور في الولايات المتحدة، وتوفي بنفس المكان في 1 مايو 1930.